# Палаццо деи Кавальери
Палаццо деи Кавальери (итал. Palazzo dei Cavalieri), также Палаццо делла Карована (итал. Palazzo della Carovana) — дворец на площади Пьяцца-деи-Кавальери (итал. Piazza dei Cavalieri) в Пизе, Тоскана, Италия.

## История
С 1286 года на этом месте располагался Дворец Старейшин (итал. Palazzo degli Anziani) Пизы. В 1562—1564 годах по заказу Козимо I Медичи, великого герцога тосканского, Джорджо Вазари перестроил здание для рыцарского ордена Святого Стефана Орден был основан для защиты тосканского мореходства от пиратов и османских турок. С этим связаны названия дворца: Палаццо деи Кавальери — «Дворец рыцарей» и Палаццо делла Карована — «Дворец конвоя».
С 1846 года в здании размещается пизанская Высшая нормальная школа.

## Архитектура
Фасад здания богато украшен изображениями знаков зодиака, аллегорических фигур, растительными орнаментами и гротесками в технике сграффито. В нишах под окнами верхнего этажа размещены шесть мраморных бюстов великих герцогов тосканских Медичи (Козимо I, Франческо I, Фердинандо I, Козимо II, Фердинандо II и Козимо III) и большой герб семьи Медичи.
Мраморная лестница была перестроена в 1821 году. Перед зданием находится памятник великому герцогу Козимо I Медичи. Рядом с палаццо расположена церковь Санто-Стефано-деи-Кавальери.
- Герб рода Медичи и крест Святого Стефана
- Р. Сиригати. Бюст Великого герцога Козимо I Медичи. 1590—1596
- Деталь фасада. Фотография П. Монти. 1973
- Сграффито. Детали фасада